# Seznam dílů seriálu Viceprezident(ka)
Toto je seznam dílů seriálu Viceprezident(ka).

## Přehled řad
| Řada | Díly | Premiéra v USA  | Premiéra v USA  | Premiéra v ČR     | Premiéra v ČR   |
| Řada | Díly | První díl       | Poslední díl    | První díl         | Poslední díl    |
| ---- | ---- | --------------- | --------------- | ----------------- | --------------- |
| 1    | 8    | 22. dubna 2012  | 10. června 2012 | 14. srpna 2012    | 2. října 2012   |
| 2    | 10   | 14. dubna 2013  | 23. června 2013 | 2. července 2013  | 3. září 2013    |
| 3    | 10   | 6. dubna 2014   | 8. června 2014  | 15. července 2014 | 16. září 2014   |
| 4    | 10   | 12. dubna 2015  | 14. června 2015 | 13. dubna 2015    | 15. června 2015 |
| 5    | 10   | 24. dubna 2016  | 26. června 2016 | 25. dubna 2016    | 27. června 2016 |
| 6    | 10   | 16. dubna 2017  | 25. června 2017 | 17. dubna 2017    | 26. června 2017 |
| 7    | 7    | 31. března 2019 | 12. května 2019 | 1. dubna 2019     | 13. května 2019 |

## Seznam dílů

### První řada (2012)
| Č. v seriálu | Č. v řadě | Původní název   | Český název        | Režie              | Scénář                                                                                     | Premiéra v USA  | Premiéra v ČR (HBO) |
| ------------ | --------- | --------------- | ------------------ | ------------------ | ------------------------------------------------------------------------------------------ | --------------- | ------------------- |
| 1            | 1         | Fundraiser      | Dobročinná akce    | Armando Iannucci   | námět: Armando Iannucci scénář: Armando Iannucci a Simon Blackwell                         | 22. dubna 2012  | 14. srpna 2012      |
| 2            | 2         | Frozen Yoghurt  | Mražený jogurt     | Armando Iannucci   | námět: Simon Blackwell scénář: Simon Blackwell a Armando Iannucci                          | 29. dubna 2012  | 21. srpna 2012      |
| 3            | 3         | Catherine       | Catherine          | Tristram Shapeero  | námět: Sean Gray, Armando Iannucci a Tony Roche scénář: Sean Gray a Tony Roche             | 6. května 2012  | 28. srpna 2012      |
| 4            | 4         | Chung           | Chung              | Armando Iannucci   | námět: Sean Gray, Armando Iannucci a Will Smith scénář: Sean Gray a Will Smith             | 13. května 2012 | 4. září 2012        |
| 5            | 5         | Nicknames       | Přezdívky          | Tristram Shapeero  | Simon Blackwell a Armando Iannucci                                                         | 20. května 2012 | 11. září 2012       |
| 6            | 6         | Baseball        | Baseball           | Armando Iannucci   | námět: Simon Blackwell, Armando Iannucci a Tony Roche scénář: Simon Blackwell a Tony Roche | 27. května 2012 | 18. září 2012       |
| 7            | 7         | Full Disclosure | Úplné zviditelnění | Christopher Morris | námět: Roger Drew, Armando Iannucci a Ian Martin scénář: Roger Drew a Ian Martin           | 3. června 2012  | 25. září 2012       |
| 8            | 8         | Tears           | Slzy               | Armando Iannucci   | námět: Jesse Armstrong a Armando Iannucci scénář: Jesse Armstrong                          | 10. června 2012 | 2. října 2012       |

### Druhá řada (2013)
| Č. v seriálu | Č. v řadě | Původní název        | Český název        | Režie              | Scénář                                                                                     | Premiéra v USA  | Premiéra v ČR (HBO) |
| ------------ | --------- | -------------------- | ------------------ | ------------------ | ------------------------------------------------------------------------------------------ | --------------- | ------------------- |
| 9            | 1         | Midterms             | Volby              | Christopher Morris | námět: Armando Iannucci a Will Smith scénář: Will Smith                                    | 14. dubna 2013  | 2. července 2013    |
| 10           | 2         | Signals              | Signály            | Chris Addison      | námět: Simon Blackwell a Armando Iannucci scénář: Simon Blackwell                          | 21. dubna 2013  | 9. července 2013    |
| 11           | 3         | Hostages             | Rukojmí            | Chris Addison      | námět: Armando Iannucci a Sean Gray scénář: Sean Gray                                      | 28. dubna 2013  | 16. července 2013   |
| 12           | 4         | The Vic Allen Dinner | Večeře Vica Allena | Chris Addison      | Simon Blackwell a Armando Iannucci                                                         | 5. května 2013  | 23. července 2013   |
| 13           | 5         | Helsinki             | Helsinki           | Becky Martin       | námět: Ian Martin a Armando Iannucci scénář: Ian Martin                                    | 12. května 2013 | 30. července 2013   |
| 14           | 6         | Andrew               | Andrew             | Christopher Morris | námět: Armando Iannucci a Tony Roche scénář: Tony Roche                                    | 19. května 2013 | 6. srpna 2013       |
| 15           | 7         | Shutdown             | Krizová situace    | Becky Martin       | námět: Simon Blackwell, Tony Roche a Armando Iannucci scénář: Simon Blackwell a Tony Roche | 2. června 2013  | 13. srpna 2013      |
| 16           | 8         | First Response       | První reakce       | Armando Iannucci   | námět: Roger Drew a Armando Iannucci scénář: Roger Drew                                    | 9. června 2013  | 20. srpna 2013      |
| 17           | 9         | Running              | Běh                | Tim Kirkby         | námět: Sean Gray, Armando Iannucci a Will Smith scénář: Sean Gray a Will Smith             | 16. června 2013 | 27. srpna 2013      |
| 18           | 10        | D.C.                 | D.C.               | Tim Kirkby         | Armando Iannucci a Tony Roche                                                              | 23. června 2013 | 3. září 2013        |

### Třetí řada (2014)
| Č. v seriálu | Č. v řadě | Původní název        | Český název        | Režie              | Scénář | Premiéra v USA  | Premiéra v ČR (HBO) |
| ------------ | --------- | -------------------- | ------------------ | ------------------ | --- | --------------- | ------------------- |
| 19           | 1         | Some New Beginnings  | Pár nových začátků | Chris Addison      | námět: Armando Iannucci, Sean Gray a Will Smith scénář: Sean Gray a Will Smith                                     | 6. dubna 2014   | 15. července 2014   |
| 20           | 2         | The Choice           | Volba              | Becky Martin       | námět: Armando Iannucci, Roger Drew a Ian Martin scénář: Roger Drew a Ian Martin                                   | 13. dubna 2014  | 22. července 2014   |
| 21           | 3         | Alicia               | Alicia             | Christopher Morris | námět: Armando Iannucci, Sean Gray a Ian Martin scénář: Sean Gray a Ian Martin                                     | 20. dubna 2014  | 29. července 2014   |
| 22           | 4         | Clovis               | Clovis             | Armando Iannucci   | námět: Armando Iannucci, Kevin Cecil, Roger Drew a Andy Riley scénář: Kevin Cecil, Roger Drew a Andy Riley         | 27. dubna 2014  | 5. srpna 2014       |
| 23           | 5         | Fishing              | Rybaření           | Becky Martin       | námět: Armando Iannucci, Georgia Pritchett a Will Smith scénář: Georgia Pritchett a Will Smith                     | 4. května 2014  | 12. srpna 2014      |
| 24           | 6         | Detroit              | Detroit            | Tim Kirkby         | námět: Armando Iannucci, Kevin Cecil, David Quantick a Andy Riley scénář: Kevin Cecil, David Quantick a Andy Riley | 11. května 2014 | 19. srpna 2014      |
| 25           | 7         | Special Relationship | Zvláštní vztah     | Becky Martin       | námět: Simon Blackwell, Armando Iannucci a Tony Roche scénář: Simon Blackwell a Tony Roche                         | 18. května 2014 | 26. srpna 2014      |
| 26           | 8         | Debate               | Debata             | Armando Iannucci   | námět: Armando Iannucci, David Quantick a Tony Roche scénář: David Quantick a Tony Roche                           | 1. června 2014  | 2. září 2014        |
| 27           | 9         | Crate                | Bednička           | Chris Addison      | námět: Armando Iannucci, Simon Blackwell a Georgia Pritchett scénář: Simon Blackwell a Georgia Pritchett           | 8. června 2014  | 9. září 2014        |
| 28           | 10        | New Hampshire        | New Hampshire      | Chris Addison      | námět: Simon Blackwell, Armando Iannucci a Tony Roche scénář: Simon Blackwell a Tony Roche                         | 8. června 2014  | 16. září 2014       |

### Čtvrtá řada (2015)
| Č. v seriálu | Č. v řadě | Původní název       | Český název      | Režie            | Scénář | Premiéra v USA  | Premiéra v ČR (HBO) |
| ------------ | --------- | ------------------- | ---------------- | ---------------- | --- | --------------- | ------------------- |
| 29           | 1         | Joint Session       | Spojené zasedání | Chris Addison    | námět: Armando Iannucci, Simon Blackwell a Georgia Pritchett scénář: Simon Blackwell a Georgia Pritchett                 | 12. dubna 2015  | 13. dubna 2015      |
| 30           | 2         | East Wing           | Východní křídlo  | Stephanie Laing  | námět: Armando Iannucci, Kevin Cecil, Roger Drew a Andy Riley scénář: Kevin Cecil, Roger Drew a Andy Riley               | 19. dubna 2015  | 20. dubna 2015      |
| 31           | 3         | Data                | Informace        | Becky Martin     | námět: Armando Iannucci, Simon Blackwell, Neil Gibbons a Rob Gibbons scénář: Simon Blackwell, Neil Gibbons a Rob Gibbons | 26. dubna 2015  | 27. dubna 2015      |
| 32           | 4         | Tehran              | Teherán          | Becky Martin     | námět: Armando Iannucci, Ian Martin a Tony Roche scénář: Ian Martin a Tony Roche                                         | 3. května 2015  | 4. května 2015      |
| 33           | 5         | Convention          | Sjezd            | Stephanie Laing  | námět: Armando Iannucci, Sean Gray a David Quantick scénář: Sean Gray a David Quantick                                   | 10. května 2015 | 11. května 2015     |
| 34           | 6         | Storms and Pancakes | Bouře a lívance  | Chris Addison    | Georgia Pritchett a Will Smith                                                                                           | 17. května 2015 | 18. května 2015     |
| 35           | 7         | Mommy Meyer         | Mamka Meyerová   | Becky Martin     | námět: Armando Iannucci, Roger Drew a David Quantick scénář: Roger Drew a David Quantick                                 | 24. května 2015 | 25. května 2015     |
| 36           | 8         | B/ill               | Hlasování        | Becky Martin     | námět: Armando Iannucci, Tony Roche, Andy Riley a Kevin Cecil scénář: Tony Roche, Andy Riley a Kevin Cecil               | 31. května 2015 | 1. června 2015      |
| 37           | 9         | Testimony           | Svědectví        | Armando Iannucci | námět: Sean Gray, Armando Iannucci a Will Smith scénář: Sean Gray a Will Smith                                           | 7. června 2015  | 8. června 2015      |
| 38           | 10        | Election Night      | Volební noc      | Chris Addison    | námět: Simon Blackwell, Armando Iannucci a Tony Roche scénář: Simon Blackwell a Tony Roche                               | 14. června 2015 | 15. června 2015     |

### Pátá řada (2016)
| Č. v seriálu | Č. v řadě | Původní název       | Český název     | Režie           | Scénář                                    | Premiéra v USA  | Premiéra v ČR (HBO) |
| ------------ | --------- | ------------------- | --------------- | --------------- | ----------------------------------------- | --------------- | ------------------- |
| 39           | 1         | Morning After       | Ráno poté       | Chris Addison   | David Mandel                              | 24. dubna 2016  | 25. dubna 2016      |
| 40           | 2         | Nev-AD-a            | Neváda          | Chris Addison   | Lew Morton                                | 1. května 2016  | 2. května 2016      |
| 41           | 3         | The Eagle           | Orel            | Chris Addison   | Steve Koren                               | 8. května 2016  | 9. května 2016      |
| 42           | 4         | Mother              | Babí            | Dale Stern      | Alex Gregory a Peter Huyck                | 15. května 2016 | 16. května 2016     |
| 43           | 5         | Thanksgiving        | Díkůvzdání      | Chris Addison   | Sean Gray, Georgia Pritchett a Will Smith | 22. května 2016 | 23. května 2016     |
| 44           | 6         | C**tgate            | Pí***gate       | Brad Hall       | Georgia Pritchett a Will Smith            | 29. května 2016 | 30. května 2016     |
| 45           | 7         | Congressional Ball  | Kongresový ples | Maurice Marable | Billy Kimball                             | 5. června 2016  | 6. června 2016      |
| 46           | 8         | Camp David          | Camp David      | Becky Martin    | Rachel Axler                              | 12. června 2016 | 13. června 2016     |
| 47           | 9         | Kissing Your Sister | Líbat sestru    | David Mandel    | Erik Kenward                              | 19. června 2016 | 20. června 2016     |
| 48           | 10        | Inauguration        | Inaugurace      | Becky Martin    | Jim Margolis                              | 26. června 2016 | 27. června 2016     |

### Šestá řada (2017)
| Č. v seriálu | Č. v řadě | Původní název  | Režie                | Scénář                                | Premiéra v USA  | Premiéra v ČR (HBO) |
| ------------ | --------- | -------------- | -------------------- | ------------------------------------- | --------------- | ------------------- |
| 49           | 1         | Omaha          | David Mandel         | Lew Morton                            | 16. dubna 2017  | 17. dubna 2017      |
| 50           | 2         | Library        | Craig Zisk           | Alex Gregory a Peter Huyck            | 23. dubna 2017  | 24. dubna 2017      |
| 51           | 3         | Georgia        | Becky Martin         | Billy Kimball                         | 30. dubna 2017  | 1. května 2017      |
| 52           | 4         | Justice        | Dale Stern           | Rachel Axler                          | 7. května 2017  | 8. května 2017      |
| 53           | 5         | Chicklet       | Beth McCarthy-Miller | Gabrielle Allan a Jennifer Crittenden | 14. května 2017 | 15. května 2017     |
| 54           | 6         | Qatar          | Becky Martin         | Steve Hely                            | 21. května 2017 | 22. května 2017     |
| 55           | 7         | Blurb          | Morgan Sackett       | Ian Maxtone-Graham                    | 28. května 2017 | 29. května 2017     |
| 56           | 8         | Judge          | Beth McCarthy-Miller | Ted Cohen                             | 11. června 2017 | 12. června 2017     |
| 57           | 9         | A Woman First  | Brad Hall            | Erik Kenward                          | 18. června 2017 | 19. června 2017     |
| 58           | 10        | Groundbreaking | David Mandel         | David Mandel                          | 25. června 2017 | 26. června 2017     |

### Sedmá řada (2019)
| Č. v seriálu | Č. v řadě | Původní název     | Režie                | Scénář                                                  | Premiéra v USA  | Premiéra v ČR (HBO) |
| ------------ | --------- | ----------------- | -------------------- | ------------------------------------------------------- | --------------- | ------------------- |
| 59           | 1         | Iowa              | David Mandel         | Lew Morton                                              | 31. března 2019 | 1. dubna 2019       |
| 60           | 2         | Discovery Weekend | Dale Stern           | Billy Kimball a Eric Kenward                            | 7. dubna 2019   | 8. dubna 2019       |
| 61           | 3         | Pledge            | Morgan Sackett       | Rachel Axler                                            | 14. dubna 2019  | 15. dubna 2019      |
| 62           | 4         | South Carolina    | Beth McCarthy-Miller | Alex Gregory a Peter Huyck                              | 21. dubna 2019  | 22. dubna 2019      |
| 63           | 5         | Super Tuesday     | Becky Martin         | Ted Cohen, Gabrielle Allan a Jennifer Crittenden        | 28. dubna 2019  | 29. dubna 2019      |
| 64           | 6         | Oslo              | Brad Hall            | Steve Hely, Ian Maxtone-Graham, Dan O'Keefe a Dan Mintz | 5. května 2019  | 6. května 2019      |
| 65           | 7         | Veep              | David Mandel         | David Mandel                                            | 12. května 2019 | 13. května 2019     |